# 全國技術士技能檢定
全國技術士技能檢定，是中華民國之職場技能檢定，由勞動部勞動力發展署技能檢定中心與縣市政府勞工局主辦，技專校院入學測驗中心基金會承辦，應考人必須通過學科測試與術科測試才能取得證照。技術士證照可分為甲級、乙級、丙級及單一級，乙級、丙級或單一級可直接報考（部分乙級職類報考資格有特殊限制），甲級必須有相關工作經驗才能報考。

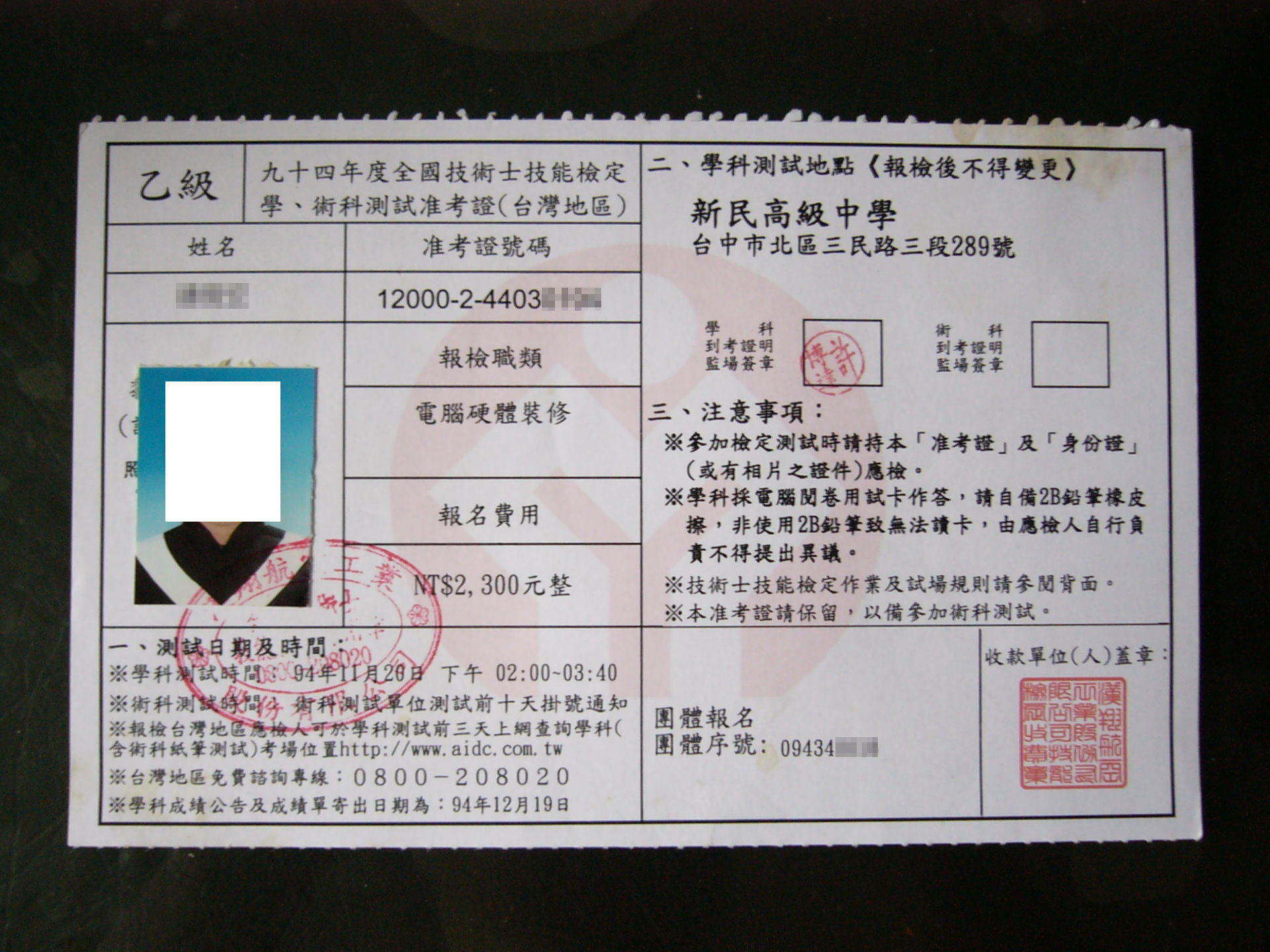
「九十四年度全國技術士技能檢定」乙級准考證正面

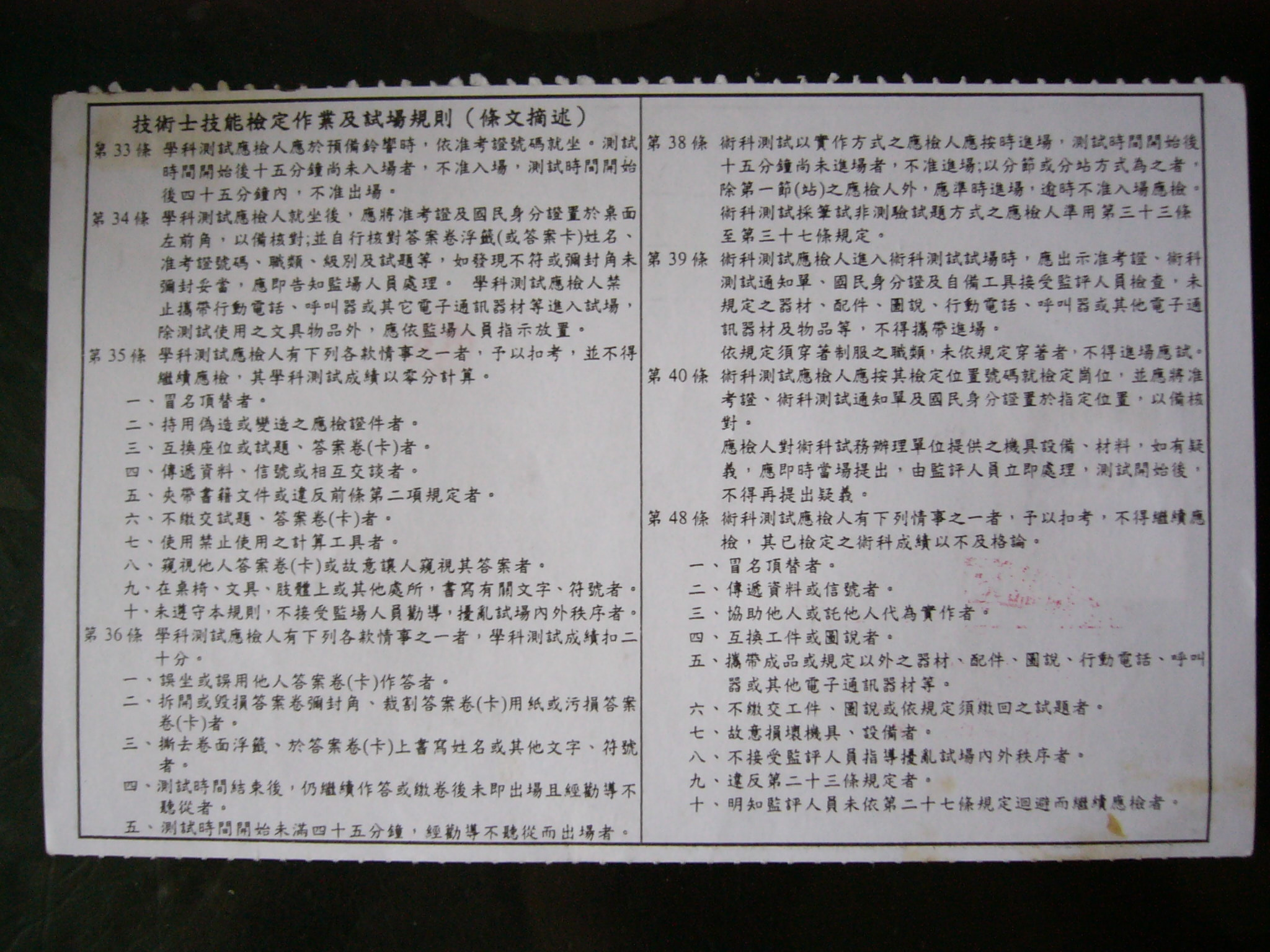
「九十四年度全國技術士技能檢定」乙級准考證背面

## 資格
職業訓練法第32條規定，辦理技能檢定之職類，依其技能範圍及專精程度，分甲、乙、丙三級；不宜分三級者，由中央主管機關定之。
技術士技能檢定及發證辦法第5條規定，技能檢定職類分為甲、乙、丙三級，不宜分三級者，定為單一級。
本部（前行政院勞工委員會）88年10月16日（88）台勞職檢字第44904號函釋略以，目前不宜按甲、乙、丙之等級定其級別者，則定為單一級，單一級原則上係比照丙級。
查旨揭職類技能檢定規範本部（前行政院勞工委員會）於92年12月19日勞中二字第 0920200974 號令訂定發布時列為丙級，考量對人的照護性質不應有級別之分，遂於96 年 11 月 12 日勞中二字第 0960201468 號公告修正為單一級。
綜上，現行照顧服務員技術士證定為單一級，單一級原則比照乙級。
| 特殊規定職類（各項條件需同時具備） | 附帶報考年齡身份資格限制                                                             | 相關學經歷受訓報考資格條件符合其中之一者                                                                                               |
| ---------------------------------- | ------------------------------------------------------------------------------------ | --- |
| 中餐烹調（資深廚師）               | 1.民國45年8月31日以前出生者                                                          | 1.國民小學畢（肄）業，或未受國小教育者。 2.相關廚師工作年資15年以上且現在仍在職。                                                      |
| 照顧服務員                         | 年滿16歲（含取得長期居留證或依親居留證之大陸地區配偶及取得外僑居留證之外籍人士。）   | 1.相關大專院校學系及高中職科系畢業者 2.其他中央主管機關會商中央目的事業主管機關認定者。 3.經照顧服務相關職訓受訓結業並取得結業證書者。 |
| 托育人員                           | 年滿20歲（含大陸地區配偶取得長期居留證、依親居留證者及合法取得外僑留證之外籍人士。） | 1.相關大專院校學系及高中職科系畢業者 2.其他領有經教育主管機關核定或備查之幼托相關進修或進修班結業證書者。                              |
| 固定式起重機操作                   | 年滿18歲                                                                             | 1.具有職業（勞工）安全衛生教育訓練規則「吊升荷重在三公噸以上之固定式起重機操作人員」各該機型安全衛生教育訓練期滿證明或結業證書。       |
| 移動式起重機操作                   | 年滿18歲                                                                             | 1.具有職業（勞工）安全衛生教育訓練規則「吊升荷重在三公噸以上之移動式起重機操作人員」各該機型安全衛生教育訓練期滿證明或結業證書。       |
| 鍋爐操作                           | 年滿18歲                                                                             | 1.具有職業（勞工）安全衛生教育訓練規則「丙級以上鍋爐操作人員」安全衛生教育訓練，領有訓練期滿證明或結業證書。                           |
| 第一種壓力操作                     | 年滿16歲                                                                             | 1.具有職業（勞工）安全衛生教育訓練規則「第一種壓力操作人員」安全衛生教育訓練，領有訓練期滿證明或結業證書。                             |
| 人字臂起重桿操作                   | 年滿18歲                                                                             | 1.具有職業（勞工）安全衛生教育訓練規則「吊升荷重在三公噸以上之人字臂起重桿操作人員」安全衛生教育訓練，領有訓練期滿證明或結業證書。     |
| 升降機裝修                         | 年滿16歲                                                                             | 無限制 |
| 堆高機操作                         | 年滿18歲                                                                             | 1.具有職業（勞工）安全衛生教育訓練規則「荷重在一公噸以上之堆高機操作人員」安全衛生教育訓練，領有訓練期滿證明或結業證書。               |
| 高壓氣體特定設備操作               | 年滿18歲                                                                             | 1.具有職業（勞工）安全衛生教育訓練規則「高壓氣體特定設備操作人員」安全衛生教育訓練結業證書。                                           |
| 高壓氣體容器操作                   | 年滿18歲                                                                             | 1.具有職業（勞工）安全衛生教育訓練規則「高壓氣體容器操作人員」安全衛生教育訓練結業證書。                                               |

### 單一級
英語字母分級：

年滿15歲或國民中學畢業者；報考特殊規定職類檢定須符合具有特定條件。年齡、學歷、受訓後領有該職類訓練期滿證明及結業證明資格，得參加單一級技術士技能檢定。

### 丙級
英語字母分級：C

年滿15歲或國民中學畢業，得報考丙級證照。

### 乙級
英語字母分級：B

根據《技術士技能檢定及發證辦法》第二章第7條，具有下列資格之一者，可以報考乙級證照：
- 通過丙級技術士之後：
  - 接受相關職類職業訓練時數累計1,600小時以上
  - 從事相關工作2年以上。
  - 高中／高職畢業或在校最高年級者。
- 取得申請檢定職類丙級技術士證之學生
  - 五年制專科3年級以上在校學生
  - 二年制及三年制專科學生
  - 技術學院學生
  - 大學之在校學生。
- 接受相關職類職業訓練時數累計時數後

| 累積時數（小時） | 附帶條件                                              |
| ---------------- | ----------------------------------------------------- |
| 800              | 從事相關工作3年以上                                   |
| 800              | 從事相關工作1年以上，且高級中等學校／高級職業學校畢業 |
| 1,600            | 從事相關工作2年以上者。                               |
| 1,600以上        | 高中／高職畢業                                        |
| 3,200以上        |                                                       |

- 接受相關職類技術生訓練2年後，從事相關工作2年以上者。
- 高中畢業後，從事相關工作2年以上
- 大專校院以上
  - 相關科系畢業或在校最高年級者。
  - 非相關科系畢業，職業訓練時數累計800小時以上，或從事相關工作1年以上者。
- 從事相關工作6年以上

前項所稱職業訓練及技術生訓練由中央主管機關認定，並以在職業訓練機構或政府委辦單位參訓者為限。

### 甲級
英語字母分級：A

根據《技術士技能檢定及發證辦法》第二章第8條，具有下列資格之一者，可以報考甲級證照：
- 取得申請檢定職類乙級技術士證後，
  - 從事相關工作2年以上。
  - 職業訓練時數累計800小時以上。
  - 職業訓練時數累計400小時以上，並從事相關工作1年以上。
  - 具有技術學院、大學畢業或同等學力證明，並從事相關工作1年以上。
- 專科、技術學院或大學畢業後

| 學歷           | 畢業科系與報考項目 | 從事相關工作資歷（年） |
| -------------- | ------------------ | ---------------------- |
| 專科           | 相關               | 4                      |
| 專科           | 非相關             | 6                      |
| 技術學院或大學 | 相關               | 3                      |
| 技術學院或大學 | 非相關             | 5                      |

前項相關職類職業訓練由中央主管機關認定之，並以在職業訓練機構或政府委辦單位參訓者為限。

## 證照

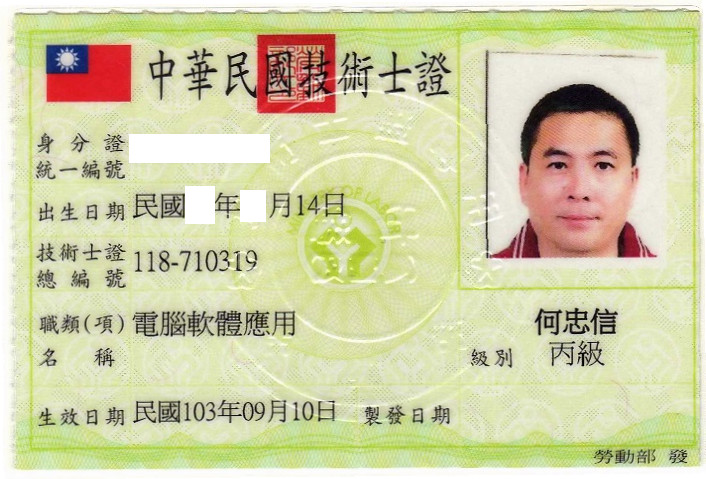
勞動部核發的身份證式《中華民國技術士證》

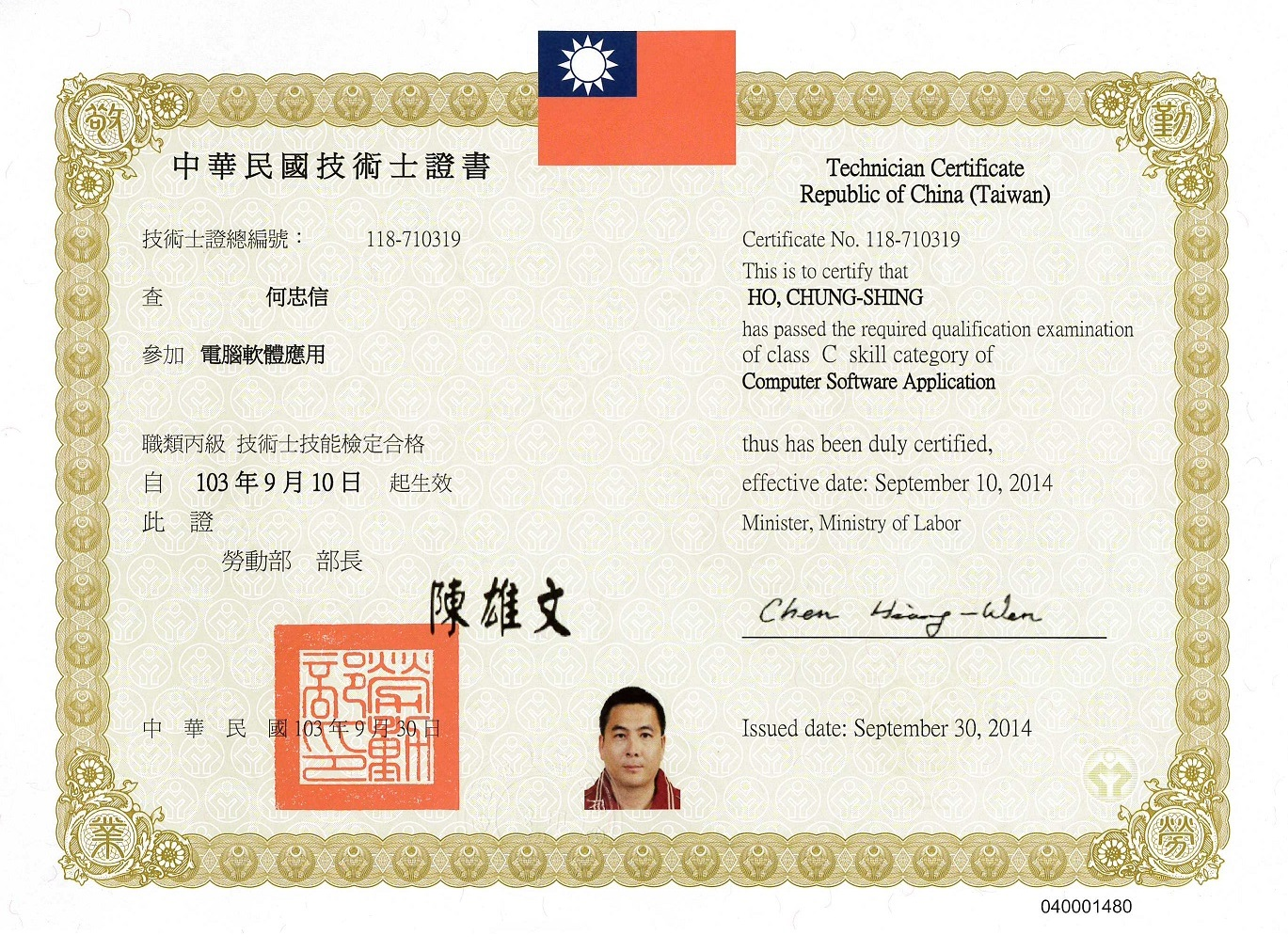
勞動部核發的懸掛式《中華民國技術士證書》

應考人必須通過同職類同級別學科測試與術科測試，才能取得由勞動部核發的該職類級別的證照，該證照永久有效。
若只取得術科的及格成績，可在間隔三年內取得學科及格成積，向勞動部勞動力發展署申請辦理合併發證。
若只取得學科的及格成績，於2015年起不再有保留成績三年制度，當年度術科未過者隔年學術科皆要重考。
另外若高中職未畢業，而持有丙級技術士證後，有三年以上工作經歷，或持有乙級技術士證（或單一級視同乙級技術士證）後，有一年以上工作經歷者（志願役得列入工作年資，並以轉服日起計算），可報名當年度自學進修技術型高級中等學校畢業程度學力鑑定考試（一年一次），經國文、英文、生活領域考試及格（60分及格，100分滿分）者，由各考區直轄市政府教育局發給技術型高級中等學校畢業程度自學進修學力鑑定考試通過證書，部分考試科目及格者，發給各該考試科目及格證明書與成績單，作為各該科目及格之證明，日後於參加自學進修技術型高級中等學校畢業程度學力鑑定考試時均予承認。
而每年在5~7月間，學生均可透過勞動部辦理的全國丙級技術士檢定或各區學校辦理之在校生專案技能檢定，7月底前取得各類丙級證照，而技能優異的高三學生，會繼續參加11月舉辦的第3梯次乙級學科檢定，接著在12月至隔年2月間完成乙級術科檢定，並在取得乙級技術士證後順利以技優甄審入學管道，此升學管道載明乙級技術士證依各類別專業相關程度對接之強弱，保有優待加分比率4％~15％，此為四技二專技能優良學生甄審入學。
又依技術士技能檢定及發證辦法第49條第1項規定，技術士證（不論等級）不得轉借他人使用，被查獲者，考照發證機關勞動部勞動力發展署技能檢定中心，將會註銷該技術士證照。

### 兩岸通用性
根據中共中央办公厅、国务院办公厅《关于深化职称制度改革的意见》（中办发〔2016〕77号）規定，大陸謀職時相對應職稱證書序列，在職銜上慣常根據等級命名，例如計算機（電腦）與軟體專業類中，初級職稱者前綴「助理」為助理工程師、中級職稱稱為工程師、高級職稱前綴「高級」稱為高級工程師。從事審計類為助理審計員、審計員、高級審計員以此類推。從事教師類為助理講師、講師、副教授等三級，有的職稱上有多「正高級」一級則要高級職稱證外更多條件符合，例如教師類的正教授職稱列為正高級。

#### 在福建辦理
2019年起福建省人力资源和社会保障厅省發佈《台湾地區專門職業及技術人員（技術士）考試及格證書比照認定職稱目录》，表列50多项台灣考試及格證書可直接在福建換發大陸地區職稱證書尤其平潭試驗區核發更為快速，由初級證書開始若有學歷和工作經驗的條件滿足配合，再逐漸換發中級和高級職稱
- 初級職稱證 - 直接換發
- 中級職稱證 - 博士與相關經驗1年、碩士與相關經驗3年、大學與相關經驗5年、專科與相關經驗7年，以上其中之一滿足。
- 高級職稱證 - 博士與相關經驗2年、碩士與相關經驗7年、大學與相關經驗10年、專科與相關經驗15年，以上其中之一滿足。

#### 在江蘇辦理
江蘇也作為台胞聚集區尤其蘇州治下的崑山一帶，根據江苏省人社厅发布《国（境）外职业技能比照认定目录（2023年度）》承認了五項技術士證照可以直接換發中國職稱證，與福建相比數量較少但優勢在於五項中的乙丙級也承認不似福建只承認甲級的狀態，且申請過程較寬鬆。目前認可的五項為：
- 02800工業電子（丙級）
- 11700數位電子（甲級、乙級）
- 11900電腦軟體設計（乙級、丙級）
- 12000電腦硬體裝修（乙級、丙級）
- 00700室內配線─屋內線路裝修（甲級、乙級、丙級）-有加考項[8]

其中因為兩岸房屋室內電壓和配線邏輯略有不同，室內配線在認定上需額外加考一項術科，其餘類別兌換過程則不變，在福建兌換碰壁者可以前往江蘇省尤其蘇州兌換，取得的職稱證書皆有全國通用性無省籍差別。

#### 在浙江辦理
浙江自由贸易试验区法規成立後內含了台灣技術士證書的對應規定，2022年起暫定表列20多项藍領性質的技術士證書予以兌換，程序為填表後當地台办和市人力社保局认证，其也是甲乙丙三級皆認可，且過程比江蘇更為寬鬆。其內還包含中西餐烹调、育嬰保姆、眼镜制作等上述兩省不兌換的工種，有濃厚地方色彩。

## 外部連結
- 官方网站
- 即測即評服務網